# Francesco Busatto
Francesco Busatto (Bassano del Grappa, 1º novembre 2002) è un ciclista su strada italiano che corre per il team Intermarché-Wanty.

## Palmarès

### Strada
- 2023 (Circus-ReUz-Technord, tre vittorie)

Liegi-Bastogne-Liegi Under-23
3ª tappa Orlen Nations Grand Prix (Levoča > Štrbské Pleso)
Campionati italiani, Prova in linea Under-23

## Piazzamenti

### Grandi Giri
- Giro d'Italia

2025: 99º

### Classiche monumento
- Milano-Sanremo

2025: 58º

### Campionati mondiali
- Campionati del mondo

Glasgow 2023 - In linea Under-23: ritirato
Zurigo 2024 - In linea Under-23: 21°

### Competizioni europee
- Campionati europei

Anadia 2022 - In linea Under-23: 17º
Drenthe 2023 - In linea Under-23: 7º